# Майо (Эна)
Майо́ (фр. Mayot) — коммуна во Франции, находится в регионе Пикардия. Департамент коммуны — Эна. Входит в состав кантона Тернье. Округ коммуны — Лан.
Код INSEE коммуны — 02473.

## Население
Население коммуны на 2010 год составляло 171 человек.
| 1962 | 1968 | 1975 | 1982 | 1990 | 1999 | 2010 |
| ---- | ---- | ---- | ---- | ---- | ---- | ---- |
| 254  | 236  | 202  | 183  | 182  | 176  | 171  |

## Экономика
В 2010 году среди 115 человек трудоспособного возраста (15—64 лет) 91 были экономически активными, 24 — неактивными (показатель активности — 79,1 %, в 1999 году было 58,8 %). Из 91 активных жителей работали 86 человек (52 мужчины и 34 женщины), безработных было 5 (2 мужчин и 3 женщины). Среди 24 неактивных 6 человек были учениками или студентами, 11 — пенсионерами, 7 были неактивными по другим причинам.